# Lyminge
Lyminge – wieś w Anglii, w hrabstwie Kent, w dystrykcie Folkestone and Hythe. Leży 42 km na wschód od miasta Maidstone i 94 km na południowy wschód od centrum Londynu.